# Camillo Olivieri
Camillo Olivieri (Cutro, 31 dicembre 1680 – Gravina in Puglia, 21 agosto 1758) è stato un vescovo cattolico italiano.

## Biografia
Camillo Olivieri nacque a Cutro, in arcidiocesi di Santa Severina, il 31 dicembre 1680 da Nicola e Diana D'Orlando.
Ultimo di cinque fratelli (il fratello maggiore, Tommaso, sarà anch'egli futuro prelato), scelse di intraprendere la carriera ecclesiastica; il 30 marzo 1702 conseguì la laurea in utroque iure alla Sapienza di Roma e, ricevuti i primi ordini sacri, fu nel 1707 segretario e vicario generale della diocesi di Strongoli, allora guidata dal fratello Tommaso a partire dal 25 giugno dell'anno precedente. Il 20 giugno dello stesso anno l'allora vescovo di Palestrina Luis Manuel Fernández lo scelse come suo vicario generale.
Ordinato presbitero il 28 dicembre 1719, fu chiamato da Francesco Pignatelli, cardinale vescovo di Sabina, ad assumere il ruolo di vicario nella sua diocesi il 20 ottobre 1720; ebbe anche il ruolo di visitatore apostolico per conto del vescovo nell'ottobre del 1721. Seguiranno poi altre nomine a vicario generale nelle diocesi di Albano, Porto, Velletri e Ferrara tra il 1723 e il 1727.
Il 5 marzo 1731, su proposta del cardinale Zondadari, fu nominato vescovo di Gravina da papa Clemente XII; ricevette l'ordinazione episcopale il successivo 11 marzo nella chiesa di San Silvestro al Quirinale a Roma dal gesuita Juan Álvaro Cienfuegos Villazón, arcivescovo di Monreale, e dai co-consacranti Sinibaldo Doria, arcivescovo titolare di Patrasso e maestro di camera della Corte Pontificia, e Nicola Saverio Albini, arcivescovo titolare di Atene ed elemosiniere segreto di Sua Santità.
A pochi giorni dalla sua nomina a vescovo, però, Olivieri dovette risiedere ancora per qualche giorno a Roma per via di notizie che gli erano giunte riguardo al disastroso terremoto avvenuto a Foggia il 20 marzo 1731; prese possesso della diocesi per procura il successivo 5 maggio.
Giunto a Gravina agli inizi del 1732, fu molto ben accolto dai fedeli al suo arrivo in città; qui conoscerà anche Ferdinando Bernualdo Filippo Orsini d'Aragona, duca di Gravina, con cui però i rapporti non saranno mai idilliaci. Il motivo di tale disputa fu per un contenzioso apertosi con il predecessore, mons. Vincenzo Ferrero, a suo tempo accusato non solo di aver nominato persone inadatte per il clero, ma soprattutto di averlo fatto con il solo scopo di usufruire delle franchigie che gli spettavano sulla gabella della farina; tutto questo avvenne nonostante la Regia Giurisdizione avesse raccomandato ai vescovi di usare moderazione nella nomina dei presbiteri, considerando anche che le franchigie recavano alla città danni economici del valore di 8.700 ducati all'anno. Ciò determinò il trasferimento di mons. Ferrero dalla diocesi di Gravina a quella di Lucera, mentre mons. Olivieri dal canto suo decise di seguire la stessa politica dettata dal suo predecessore.
Tali scelte comportarono per Olivieri diverse campagne diffamatorie promosse dal duca Orsini, che culminarono con un dispaccio del viceré von Harrach contenente l'invito a recarsi a Napoli per riferire sul suo operato; il vescovo però declinò, riferendo al viceré di non poter presentarsi per malattia; gli ulteriori sviluppi di tale vicenda costrinsero il vescovo Olivieri a rifugiarsi per molto tempo a Roma, da dove poi continuò ad amministrare la diocesi per gran parte del suo episcopato.
Il 19 dicembre 1740 venne nominato Assistente al Soglio Pontificio.
Negli ultimi anni del suo episcopato ebbe modo di ritornare a Gravina per amministrarne la diocesi, nonostante le sue condizioni di salute fossero già molto precarie.
Continuò a reggere la diocesi di Gravina fino alla sua morte, avvenuta il 21 agosto 1758.

## Genealogia episcopale
La genealogia episcopale è:
- Cardinale Sigismund von Kollonitz
- Cardinale Mihály Frigyes von Althann
- Cardinale Juan Álvaro Cienfuegos Villazón, S.I.
- Vescovo Camillo Olivieri